# جونغ يو مي
جونغ يو مي (بالكورية: 정유미)‏ هي ممثلة كورية جنوبية، ولدت في 18 يناير 1983 في كوريا الجنوبية.

## الأعمال

### أفلام
| السنة | العنوان    | الدور       | م.          |
| ----- | ---------- | ----------- | ----------- |
| 2011  | صامت       | سيو يو جين  | [ 5 ]       |
| 2016  | قطار بوسان | سيونغ كيونغ | [ 6 ]       |
| 2023  | النوم      | سو جين      | [ 7 ] [ 8 ] |

### مسلسلات
| السنة | العنوان               | الدور                 | ملاحظة                  | م.     |
| ----- | --------------------- | --------------------- | ----------------------- | ------ |
| 2013  | أجبني 1994            | فتاة تصطدم بتشيل بونغ | دور الكاميو (الحلقة 21) | [ 9 ]  |
| 2016  | زوجتي مغرمة           | هان جون هي            | دور الكاميو (الحلقة 8)  | [ 10 ] |
| 2017  | امرأة ذات كرامة       | زبونة                 | دور الكاميو (الحلقة 6)  | [ 11 ] |
| 2018  | بث مباشر              | هان جونغ-آو           |                         | [ 12 ] |
| 2018  | ما خطب السكرتيرة كيم؟ | صديقة لي يونغ جون     | دور الكاميو (الحلقة 14) | [ 13 ] |
| 2024  | أحب عدوك              | يون جي وون            |                         | [ 14 ] |

## وصلات خارجية
- جونغ يو مي على موقع IMDb (الإنجليزية)
- جونغ يو مي على موقع ألو سيني (الفرنسية)
- جونغ يو مي على موقع قاعدة بيانات الفيلم (الإنجليزية)
- جونغ يو مي على موقع ليتربوكسد (الإنجليزية)